# Yulduz Usmonova

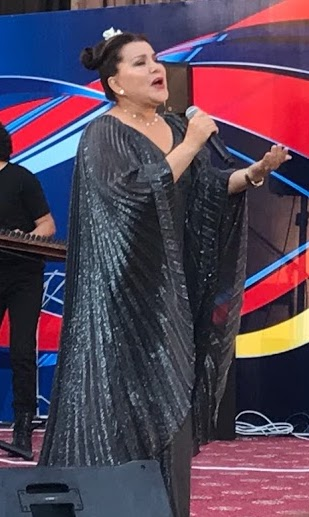
Yulduz Usmonova, 2017

Yulduz Usmonova (auch Usmanova; russisch Юлдуз Урайимохуновна Усманова Juldus Urajimochunowna Usmanowa, * 12. Dezember 1963 in Margilan, Usbekische SSR) ist eine usbekische Sängerin, die neben ihrem Heimatland auch in einigen anderen Ländern Zentralasiens populär ist.
Usmanova singt in mehreren Sprachen Zentralasiens, darunter Usbekisch und Russisch, und musste mehrmals wegen politischer Überwerfungen mit dem usbekischen Präsidenten Islom Karimov ins Exil nach Europa gehen. Sie ist „Volkskünstlerin Usbekistans“ (usbekisch O'zbekiston xalq artisti) und Verdiente Künstlerin Tadschikistans (tadschikisch Ҳунарпешаи шоистаи Тоҷикистон).

## Kontroverse
Ihr Ethnopop-Lied „Eine Rede an Allah“ handelt von den Unruhen in Südkirgisistan 2010 und wurde im Sommer 2010 in Istanbul geschrieben. In dem Lied macht sie die Kirgisen für die damaligen Geschehnisse verantwortlich. Dies rief teils heftige Reaktionen hervor. So sprach sich der Kulturminister Kirgisiens gegen den Inhalt aus. Mehrere Radiosender und kirgisische Geschäfte boykottierten die CD, und Musikerkollegen kritisierten die Sängerin. Im kirgisischen Fernsehen war die Zerstörung der CDs zu sehen, und kirgisische Akyne dichteten Spottlieder.

## Diskografie

### Studioalben
- 1993: Alma Alma
- 1995: Jannona
- 1996: Binafscha
- 2009: Dünya

### Kompilationen (Auswahl)
- 1999: The Selection Album
- 2013: The Best Of Yulduz

### Singles
- 1996: Yolgon
- 2009: Seni Severdim (feat. Yaşar, Original: Despina Vandi - Thelo Na Se Do)
- 2009: Yalan (feat. Levent Yüksel)
- 2009: Görmesem Olmaz (feat. Fatih Erkoç)

## Videos
- Affet Allahim (2008)
- Öp (2008)
- Babacim (2008)
- Shekilli (2008)
- Salovat (2008)
- Любовь моя (feat. гр."Достар") (2007)
- Yana bahor (2007)
- Oq kema (2007)
- Dadajon (2007)
- O'p - o'p (2007)
- Yolg'iz tashlama Olloh
- Bevafo yorim (2006)
- Oh dilame (2006)
- Ангел мой (2006)
- Muhabbat (2006)
- Jon me bari jon (2006)
- Sog'inch (2006)
- Iymon (2006)
- Sevaman seni (feat. Davron Ergashev) (2005)
- Biyo jonam biyo (2005)
- Nadur (feat. Akron Ibodullaev) (2005)
- Ko'rmasam bo'lmas (2005)
- Men kimman ayt (2004)
- Qalb (2004)
- O'g'il bola (2004)
- Mendan meni so'rama (2003)
- Senga (2003)